# Paris Open 1997 - Qualificazioni singolare
Le qualificazioni del singolare  del Paris Open 1997 sono state un torneo di tennis preliminare per accedere alla fase finale della manifestazione. I vincitori dell'ultimo turno sono entrati di diritto nel tabellone principale. In caso di ritiro di uno o più giocatori aventi diritto a questi sono subentrati i lucky loser, ossia i giocatori che hanno perso nell'ultimo turno ma che avevano una classifica più alta rispetto agli altri partecipanti che avevano comunque perso nel turno finale.
Le qualificazioni del torneo Paris Open 1997 prevedevano 24 partecipanti di cui 6 sono entrati nel tabellone principale.

## Teste di serie
1. Jeff Tarango (Qualificato)
2. Sjeng Schalken (Qualificato)
3. Sargis Sargsian (Qualificato)
4. Daniel Vacek (Qualificato)
5. Richard Fromberg (ultimo turno)
6. Mikael Tillström (Qualificato)

1. David Prinosil (Qualificato)
2. Stéphane Huet (primo turno)
3. Álex Calatrava (ultimo turno)
4. Rodolphe Gilbert (primo turno)
5. Andrej Čerkasov (primo turno)
6. Wayne Black (primo turno)

## Qualificati
1. Jeff Tarango
2. Sjeng Schalken
3. Sargis Sargsian

1. Daniel Vacek
2. David Prinosil
3. Mikael Tillström

## Tabellone

### Legenda
| - Q = Qualificato - WC = Wild card - LL = Lucky loser | - ALT = Alternate - SE = Special Exempt - PR = Protected Ranking | - w/o = Walkover - r = Ritirato - d = Squalificato |

### Sezione 1
|  | Primo turno | Primo turno      | Primo turno      | Primo turno | Primo turno |  |  | Ultimo turno | Ultimo turno     | Ultimo turno     | Ultimo turno | Ultimo turno |  |
|  |             |                  |                  |             |             |  |  |              |                  |                  |              |              |  |
|  | 1           | Jeff Tarango     | 6                | 3           | 6           |  |  |              |                  |                  |              |              |  |
|  |             | Stéphane Simian  | 2                | 6           | 1           |  |  | 1            | Jeff Tarango     | Jeff Tarango     | 6            | 7            |  |
|  |             | Olivier Delaître | Olivier Delaître | 6           | 6           |  |  |              | Olivier Delaître | Olivier Delaître | 3            | 6            |  |
|  | 12          | Wayne Black      | Wayne Black      | 4           | 2           |  |  |              |                  |                  |              |              |  |

### Sezione 2
|  | Primo turno | Primo turno         | Primo turno    | Primo turno | Primo turno |  |  | Ultimo turno | Ultimo turno    | Ultimo turno    | Ultimo turno | Ultimo turno |  |
|  |             |                     |                |             |             |  |  |              |                 |                 |              |              |  |
|  | 2           | Sjeng Schalken      | Sjeng Schalken | 6           | 4           |  |  |              |                 |                 |              |              |  |
|  |             | Gérard Solvès       | Gérard Solvès  | 4           | 3r          |  |  | 2            | Sjeng Schalken  | Sjeng Schalken  | 6            | 6            |  |
|  |             | Andrej Čerkasov     | 7              | 4           | 7           |  |  |              | Andrej Čerkasov | Andrej Čerkasov | 2            | 4            |  |
|  | 11          | Vincenzo Santopadre | 6              | 6           | 5           |  |  |              |                 |                 |              |              |  |

### Sezione 3
|  | Primo turno | Primo turno       | Primo turno    | Primo turno | Primo turno |  |  | Ultimo turno | Ultimo turno    | Ultimo turno    | Ultimo turno | Ultimo turno |  |
|  |             |                   |                |             |             |  |  |              |                 |                 |              |              |  |
|  | 3           | Sargis Sargsian   | 5              | 6           | 6           |  |  |              |                 |                 |              |              |  |
|  |             | Cristiano Caratti | 7              | 3           | 1           |  |  | 3            | Sargis Sargsian | Sargis Sargsian | 6            | 7            |  |
|  | 9           | Álex Calatrava    | Álex Calatrava | 7           | 6           |  |  | 9            | Álex Calatrava  | Álex Calatrava  | 3            | 6            |  |
|  |             | Olivier Mutis     | Olivier Mutis  | 5           | 3           |  |  |              |                 |                 |              |              |  |

### Sezione 4
|  | Primo turno | Primo turno      | Primo turno | Primo turno | Primo turno |  |  | Ultimo turno | Ultimo turno     | Ultimo turno     | Ultimo turno | Ultimo turno |  |
|  |             |                  |             |             |             |  |  |              |                  |                  |              |              |  |
|  | 4           | Daniel Vacek     | 6           | 7           | 7           |  |  |              |                  |                  |              |              |  |
|  |             | Nicklas Kulti    | 7           | 5           | 5           |  |  | 4            | Daniel Vacek     | Daniel Vacek     | 6            | 6            |  |
|  |             | Rodolphe Gilbert | 6           | 3           | 6           |  |  |              | Rodolphe Gilbert | Rodolphe Gilbert | 3            | 3            |  |
|  | 10          | Leander Paes     | 4           | 6           | 1           |  |  |              |                  |                  |              |              |  |

### Sezione 5
|  | Primo turno | Primo turno      | Primo turno      | Primo turno | Primo turno |  |  | Ultimo turno | Ultimo turno     | Ultimo turno | Ultimo turno | Ultimo turno |  |
|  |             |                  |                  |             |             |  |  |              |                  |              |              |              |  |
|  | 5           | Richard Fromberg | Richard Fromberg | 6           | 7           |  |  |              |                  |              |              |              |  |
|  |             | Fernon Wibier    | Fernon Wibier    | 4           | 5           |  |  | 5            | Richard Fromberg | 3            | 6            | 6            |  |
|  | 7           | David Prinosil   | 6                | 4           | 7           |  |  | 7            | David Prinosil   | 6            | 4            | 7            |  |
|  |             | Martin Sinner    | 3                | 6           | 6           |  |  |              |                  |              |              |              |  |

### Sezione 6
|  | Primo turno | Primo turno         | Primo turno   | Primo turno | Primo turno |  |  | Ultimo turno | Ultimo turno     | Ultimo turno | Ultimo turno | Ultimo turno |  |
|  |             |                     |               |             |             |  |  |              |                  |              |              |              |  |
|  | 6           | Mikael Tillström    | 7             | 4           | 6           |  |  |              |                  |              |              |              |  |
|  |             | Frederik Fetterlein | 6             | 6           | 4           |  |  | 6            | Mikael Tillström | 6            | 3            | 6            |  |
|  |             | Stéphane Huet       | Stéphane Huet | 6           | 6           |  |  |              | Stéphane Huet    | 3            | 6            | 1            |  |
|  | 8           | Ján Krošlák         | Ján Krošlák   | 1           | 3           |  |  |              |                  |              |              |              |  |